# Copa Fares Lopes
La Copa Fares Lopes, que ya fue conocida por motivos de patrocinio como Copa Unimed Fortaleza, es un campeonato alternativo al Campeonato Cearense, que da a su ganador un cupo en la Copa de Brasil del año siguiente.
Su nombre es en homenaje a Fares Cândido Lopes (1934-2004), antiguo presidente de la Federação Cearense de Futebol.

## Equipos participantes 2024
- Caucaia
- Ceará
- Fortaleza
- Atlético Cearense
- Tirol
- Ferroviário
- Floresta

## Palmarés[2]
| Temporada | Campeón             | Resultado           | Subcampeón          |
| --------- | ------------------- | ------------------- | ------------------- |
| 2010      | Horizonte           | 2:0, 1:3            | Icasa               |
| 2011      | Horizonte           | 1:1, 4:2            | Guarani de Juazeiro |
| 2012      | Guarani de Juazeiro | 1:1, 4:0            | Horizonte           |
| 2013      | Barbalha            | 1:2, 2:1            | Guarany de Sobral   |
| 2014      | Icasa               | 1:2, 2:0            | Tiradentes          |
| 2015      | Guarany de Sobral   | 2:1                 | Guarani de Juazeiro |
| 2016      | Guarani de Juazeiro | 2:1, 1:1            | Horizonte           |
| 2017      | Floresta            | 1:1, 1:1            | Fortaleza           |
| 2018      | Ferroviário         | 0:1, 3:1            | Caucaia             |
| 2019      | Caucaia             | 2:1, 2:0            | Atlético Cearense   |
| 2020      | Ferroviário         | 1:0                 | Icasa               |
| 2021      | Icasa               | 1:0                 | Caucaia             |
| 2022      | Pacajus             | Liga                | Maracanã            |
| 2023      | Iguatu              | 0:1, 2:1 (8:7 pen.) | Ferroviário         |
| 2024      | Ferroviário         | 0:2, 2:0 (7:6 pen.) | Floresta            |

## Títulos por equipo
| Club                | Títulos | Subtítulos | Años campeón     | Años subcampeón |
| ------------------- | ------- | ---------- | ---------------- | --------------- |
| Ferroviário         | 3       | 1          | 2018, 2020, 2024 | 2023            |
| Guarani de Juazeiro | 2       | 2          | 2012, 2016       | 2011, 2015      |
| Horizonte           | 2       | 2          | 2010, 2011       | 2012, 2016      |
| Icasa               | 2       | 2          | 2014, 2021       | 2010, 2020      |
| Caucaia             | 1       | 2          | 2019             | 2018, 2021      |
| Guarany de Sobral   | 1       | 1          | 2015             | 2013            |
| Floresta            | 1       | 1          | 2017             | 2024            |
| Barbalha            | 1       | -          | 2013             | ----            |
| Pacajus             | 1       | -          | 2022             | ----            |
| Iguatu              | 1       | -          | 2023             | ----            |
| Tiradentes          | -       | 1          | ----             | 2014            |
| Fortaleza           | -       | 1          | ----             | 2017            |
| Atlético Cearense   | -       | 1          | ----             | 2019            |
| Maracanã            | -       | 1          | ----             | 2022            |

## Goleadores
| Año  | Jugador                      | Club                             | Goles |
| ---- | ---------------------------- | -------------------------------- | ----- |
| 2010 | Carlos Alberto Cleiton       | Guarany Tiradentes               | 5     |
| 2011 | André Luiz                   | Horizonte                        | 8     |
| 2012 | Lamar Niel                   | Guarani Guarani                  | 3     |
| 2013 | Adriano                      | Maranguape                       | 6     |
| 2014 | Alan Carlos Alberto          | Ceará Tiradentes                 | 5     |
| 2015 | Moré                         | Guarani                          | 8     |
| 2016 | Otacílio                     | Crato                            | 6     |
| 2017 | Felipinho                    | Floresta                         | 5     |
| 2018 | Edson Cariús Ciel            | Ferroviário Caucaia              | 5     |
| 2019 | Ciel                         | Caucaia                          | 8     |
| 2020 | Ciel                         | Caucaia                          | 10    |
| 2021 | Rhuann Patuta                | Icasa Guarany                    | 4     |
| 2022 | Jeam                         | Pacajus                          | 4     |
| 2023 | Alan Fabricio                | Pacajus                          | 5     |
| 2024 | Leo Rafael Luan Lucas Wesley | Ceará Atlético Cearense Floresta | 3     |